# Endothenia rubipunctana
Endothenia rubipunctana es una especie de polilla del género Endothenia, categorizada en la tribu Olethreutini, de la subfamilia Olethreutinae.

## Distribución
Se distribuye por Estados Unidos.

## Taxonomía
Fue descrita por Kearfott en 1907 y publicada en (Olethreutes), Trans. Am. ent. Soc. 33: 14.